# Peter Straub
Peter Straub (Milwaukee (Wisconsin), 2 maart 1943 – Manhattan (New York), 4 september 2022) was een Amerikaanse schrijver van hoofdzakelijk horror- en andere bovennatuurlijke verhalen. Gedurende zijn carrière heeft hij diverse prestigieuze prijzen gewonnen, zoals de World Fantasy Award (1989) en viermaal de Bram Stoker Award (1993, 1999, 2003, 2004). Bij het grote publiek is Straub mogelijk het bekendst van zijn samenwerking met collega Stephen King, met wie hij de boeken De Talisman (1984) en Zwart Huis (2001) schreef.
Straub overleed op 79-jarige leeftijd door complicaties na het breken van een heup.

### Boeken
- 1973 - Marriages
- 1974 - Under Venus
- 1975 - Julia (vertaald als Duivelsbroed, in 1977 verfilmd als Full Circle)
- 1977 - If You Could See Me Now (vertaald als Als je me nu kon zien)
- 1979 - Ghost Story (vertaald als Het Kwaad, in 1981 verfilmd als Ghost Story)
- 1980 - Shadowland (vertaald als Schaduwland)
- 1983 - Floating Dragon (Winnaar British Fantasy Award)
- 1984 - The Talisman (vertaald als De talisman, met Stephen King)
- 1988 - Koko (vertaald als Koko, winnaar World Fantasy Award)
- 1990 - Mystery (vertaald als Komplot)
- 1993 - The Throat (vertaald als Kelen, winnaar Bram Stoker Award)
- 1995 - The Hellfire Club
- 1999 - Mr. X  (vertaald als Mr. X, winnaar Bram Stoker Award)
- 2001 - Black House (vertaald als Zwart Huis, met Stephen King)
- 2003 - Lost Boy, Lost Girl (vertaald als Jongen, meisje, verloren, winnaar Bram Stoker Award)
- 2004 - In the Night Room (vertaald als De Nachtkamer, winnaar Bram Stoker Award)
- 2010 - A Dark Matter (vertaald als Een duister verleden)

### Verhalenbundels
- 1990 - Houses Without Doors
- 2000 - Magic Terror (vertaald als Magie & doodsangst)
- 2007 - 5 Stories
- 2010 - The Juniper Tree and Other Blue Rose Stories
- 2016 - Interior Darkness

### Novelles
- 1982 - The General's Wife
- 1990 - Mrs. God[3]
- 1993 - The Ghost Village[4]
- 1993 - Bunny is Good Bread[4]
- 1997 - Mr. Clubb and Mr. Cuff [4]
- 1999 - Pork Pie Hat[4]
- 2010 - A Special Place – The Heart of a Dark Matter[5]
- 2011 - The Ballad of Ballard and Sandrine
- 2012 - The Buffalo Hunter: A Novella[6]
- 2015 - Perdido
- 2017 - The Process (is a Process All its Own)